# Dhi Ribeiro
Dhi Ribeiro (Nilópolis, Rio de Janeiro, 1966), nome artístico de Edilza Rosa Ribeiro, é uma cantora brasileira. Embora nascida em Nilópolis, Dhi foi criada em Salvador e radicou-se em Brasília. Começou sua carreira como modelo, ainda em Salvador, e pouco mais tarde entrou para a música como backing vocal.
Dhi Ribeiro faz sobretudo samba e tem na cantora Alcione sua grande inspiração musical. Em 2009, ela lançou seu primeiro álbum, "Manual da Mulher”. Além da carreira solo, a cantora integra o grupo vocal feminino Nós Negras, cuja proposta é homenagear as grandes divas negras do samba brasileiro.
Entre os vários fatos curiosos de sua carreira, em meados dos anos 2000, já casada e com uma filha, recebeu um convite para trabalhar em um circo na Itália, como cantora, onde acabou passando três anos como intérprete em várias línguas. Já em 2007, ela foi convidada a interpretar a música "Maria da Penha", durante sessão solene na Câmara dos Deputados, destinada a comemorar o “Dia Internacional para Eliminação da Violência contra a Mulher”.
Em 2012, a música Para Uso Exclusivo da Casa entrou para trilha sonora da novela Lado a Lado como tema do casal Celinha (Isabela Garcia) e Guerra (Emílio de Mello). Atualmente, com a projeção que sua carreira tem adquirido no Brasil, ela tem sido convidade para programas de grande audiência, como Domingão do Faustão e Programa do Jô.